# 井筒屋庄吉
井筒屋 庄吉（いづつや しょうきち、生没年不詳）とは江戸時代末期の江戸の地本問屋。

## 来歴
幕末に江戸の本石町3丁目喜兵衛店、後に本石町2丁目銀次郎店、檜物町重右衛門店において地本問屋を営業している。3代目歌川豊国、歌川国芳、豊原国周の錦絵を出版している。

## 作品
- 3代目歌川豊国 『木曽六十九駅』 大判揃物 嘉永5年（1852年） 遠彦、湊小、辻安、加賀安、伊勢兼らと合版
- 歌川国芳 『木曽街道六十九次』 大判揃物 嘉永5年
- 豊原国周 『俳優白浪当立者』 大判揃物 元治元年（1864年）